# Radišov
Radišov (německy Rehsdorf) je vesnice, část obce Staré Město v okrese Svitavy. Ves měla původně německé osídlení. První písemné záznamy o obci pocházejí z roku 1375. Po roce 1945 je v ní české a moravské osídlení. Dominantou obce je kaple při silnici k Lanškrounu.

## Název
Původní jméno vsi bylo Radičov, bylo odvozeno od osobního jména Radič (což byla domácká podoba některého jména obsahujícího -rad-, např. Radbor, Radimír, Bolerad) a znamenalo "Radičův majetek". Podoba Radišov vznikla záměnou s jiným, (ve své době) rozšířeným jménem Radiš. Německé jméno se vyvinulo z českého.

## Památky

### Pomník padlým hrdinům 1. světové války
V obci se nalézá pomník padlým hrdinům 1. světové války.

### Kaple
Kaple z roku 1893 při silnici z Moravské Třebové do Lanškrouna